# Gaugefechtsstand Wien
Der Gaugefechtsstand Wien, nach Reichsstatthalter und Gauleiter Baldur von Schirach umgangssprachlich auch Schirachbunker genannt, befand sich im 16. Wiener Gemeindebezirk.

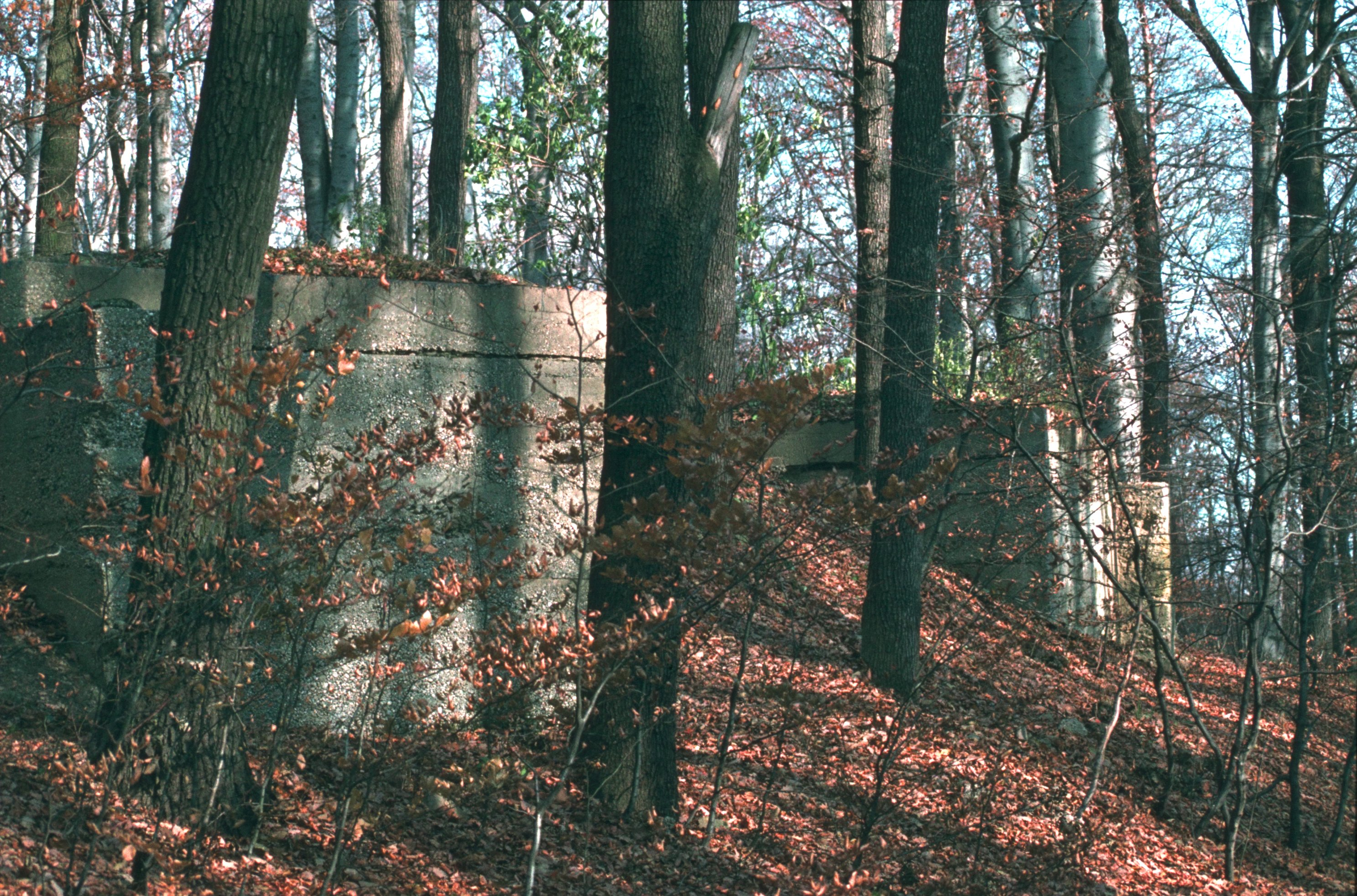
Überreste des Gaugefechtsstandes Wien (Treibstoffbunker)

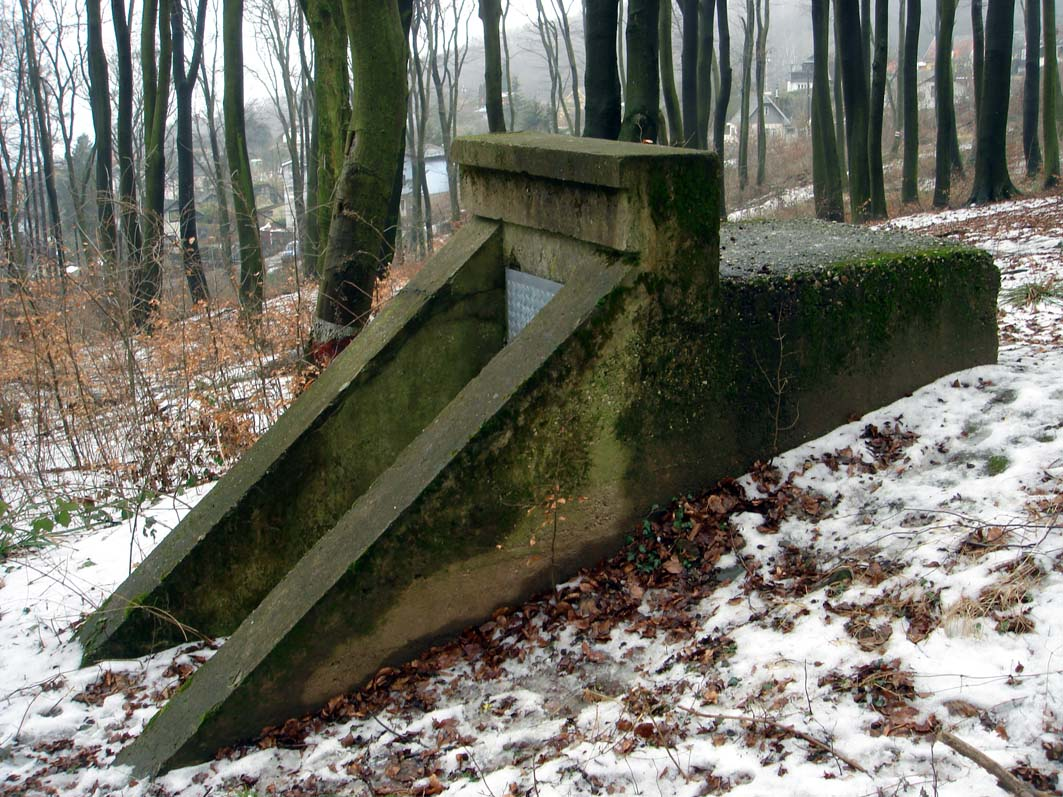
Ein noch heute erhaltener Eingang (Entwässerungsanlage)

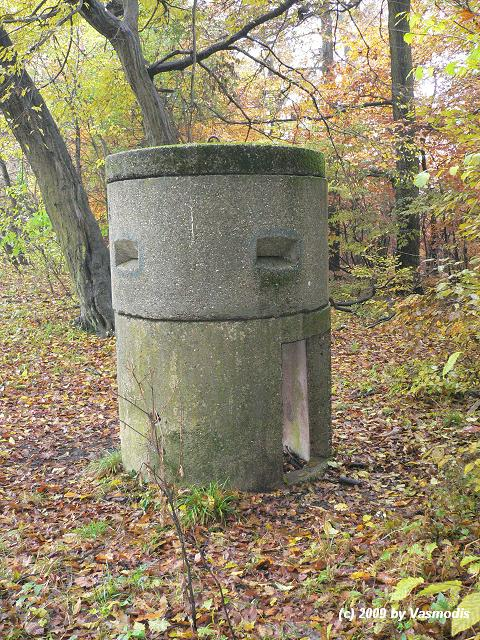
Splitterschutzzelle auf der Vogeltennwiese neben der Jubiläumswarte

## Geschichte
Der Gaugefechtsstand wurde 1940 am Gallitzinberg (Wilhelminenberg), der zum nördlichen Wienerwald zählt, in 388 m Seehöhe (vgl. Stadtzentrum: 172 m) nahe der späteren Johann-Staud-Straße als Zentrum des Luftwarnsystems der Ostmark oberirdisch errichtet. Nach den ersten Bombardierungen wurde der Befehlsstand 1942 bis 1945 nach Plänen von Baumeister Hans Edelmoser unterirdisch angelegt.
Am 4. April 1945 wurde der Bunker geräumt, nachdem die von Westen in die Stadt eindringende Rote Armee den 2,5 km entfernten Wiener Vorort Hütteldorf erreicht hatte. Ein halbes Jahr später wurden die Zugänge zum Stollen gesprengt.
Am 3. Jänner 1946 meldete die Wiener Rathauskorrespondenz, dass laut Finanzstadtrat Karl Honay die Abrechnung für die Errichtung des Gaugefechtsstands vorliege. Die Bauarbeiten kosteten 374.240,88 Reichsmark, allerdings seien immer noch Rechnungen ausständig. Ob diese später noch eingelangt sind und ob sie von der Wiener Stadtverwaltung (oder einer anderen Behörde der Zweiten Republik) beglichen wurden, ist nicht bekannt.
Nach 1989 wurden vom Eigentümer, dem Forstamt der Stadt Wien, alle Eingänge nachhaltig zubetoniert. Damit sind eine Besichtigung und weitere Erforschung der teilweise baufälligen unterirdischen Räumlichkeiten ausgeschlossen.
2004 veröffentlichte der Wiener Journalist Alexander Haide das Buch Der Schirach Bunker. Zum ersten Mal wurden Baupläne veröffentlicht und diverse Legenden, die die Bunkerruine umgaben, aufgelöst. Fotos aus den 1980er-Jahren zeigen das zerstörte Innere des Bunkers. Zudem interviewte der Autor zwei Zeitzeuginnen, die im Gaugefechtsstand 1944 und 1945 ihren Dienst versahen. Die von Haide angeregte Ausgrabung des Bunkers wurde nicht in Angriff genommen. Recherchen zufolge existiert zumindest ein Raum im Bunker, dessen Existenz, Funktion und heutiger Zustand ungeklärt sind, da der Zugang laut Haide kurz nach Kriegsende gesprengt wurde.

## Aufbau
Der Bunker bestand aus einem Tunnel zwischen Haupt- und Notausgang mit einer Länge von etwa 100 Meter. Östlich dieses Stollens befand sich der eigentliche Gaugefechtsstand in einem zweigeschoßigen Bunker von ungefähr 16,5 m Länge, 5 m Breite und 5 m Höhe.
Im Obergeschoß befanden sich die Räume für die Nachrichtenübermittlung (Telefonzentrale, Fernschreiber), im Untergeschoß die Räume des Gauleiters und der Befehlsstand, von wo aus Fliegeralarm mit dem gefürchteten „Kuckuck“  ausgelöst wurde, der im Reichssender Wien unüberhörbar ertönte.